# Dirección General de Cómputo y de Tecnologías de Información y Comunicación
La Dirección General de Cómputo y de Tecnologías de Información y Comunicación (DGTIC), identificada anteriormente como DGSCA (Dirección General de Servicios de Cómputo Académico) y antes de ella como PUC (Programa Universitario de Cómputo), es la entidad líder en la UNAM en lo relacionado con las tecnologías de información y comunicación (TIC).
Es una dependencia de la administración central de la UNAM que gestiona los asuntos relacionados con cómputo de alto rendimiento, redes avanzadas, visualización científica asistida por computadora y realidad virtual, formación en uso de TIC. Entre algunas más de sus responsabilidades también están:
- Administración de la red académica de telecomunicaciones más grande de México (RedUNAM) que agrupa a más de 80 mil computadoras de la institución así como permite el acceso a Internet a miles de universitarios desde sus equipos portátiles por medio de la Red Inalámbrica Universitaria (RIU).
- Coordinación de la Red Universitaria de Aprendizaje (RUA) y de Toda la UNAM en Línea.
- Capacitación y actualización en tecnologías de información y comunicación para la comunidad universitaria y público en general.
- Formación docente en uso de tecnologías de información y comunicación para profesores de la UNAM.
- Operación del Centro de Información de la Red (NIC) de la UNAM y de los Centros de Operación de la Red (NOC) tanto de RedUNAM como de la Corporación Universitaria para el Desarrollo de Internet (CUDI) y de la organización Cooperación Latino Americana en Redes Avanzadas (CLARA), así como del Centro de Operación de Videoconferencia (VNOC) de la Red Nacional de Videoconferencia.
- Administración de los recursos centrales de cómputo de alto rendimiento HPC - supercómputo, cuyo principal sistema es la supercomputadora Miztli.
- Operación del Centro de Datos de la UNAM
- Operación del Observatorio Ixtli, el más importante de América Latina para la visualización inmersiva en realidad virtual y 3D.
- Administración y aplicación de las políticas y tecnologías para la seguridad de la información a través de UNAM CERT Archivado el 25 de abril de 2021 en Wayback Machine.
- Gestión de la red telefónica de la UNAM así como de la red de videoconferencia.
- Colaboración y vinculación con otras entidades y dependencias de la UNAM, así como con diversos sectores de la sociedad mexicana, por medio de proyectos especiales en TIC.
- Innovación en uso responsable y social de las TIC, por medio de políticas que incidan en la operación de tales tecnologías considerando los diversos tipos de usuarios y la protección al medio ambiente.

## Historia
Desde la adquisición de la primera computadora por parte de la UNAM en 1958 (un sistema IBM 650), considerada el primer equipo de cómputo en México, existió una demanda creciente de conocimientos y especialización en lo relativo a las tecnologías de cómputo en la UNAM. Aunque aquella computadora fue instalada en el Centro de Cálculo Electrónico (CCE) en la planta baja de la Facultad de Ciencias, a los pocos años el Centro de Investigación en Matemáticas Aplicadas y en Sistemas (CIMAS) fue responsable de la operación de los primeros equipos. 
Con el paso del tiempo, las necesidades de diversas áreas de la universidad, y en especial de sus investigadores, obligaron a la creación de una entidad que administrara los recursos centrales de cómputo, más allá de su afiliación con una sola área del conocimiento. De esta forma se creó el Programa Universitario de Cómputo (PUC).

### Programa Universitario de Cómputo (PUC)
El 14 de octubre de 1981 el entonces Rector de la UNAM, Dr. Octavio Rivero Serrano, inauguró el edificio que ocupa actualmente la DGTIC, con cuatro áreas principales: Cómputo para la Docencia, Cómputo para la Administración Académica, Cómputo para la Investigación y Cómputo para la Administración.

### Dirección General de Servicios de Cómputo Académico (DGSCA)
El 14 de mayo de 1985 el PUC se transformó en la DGSCA, o Dirección General de Servicios de Cómputo Académico, debido al crecimiento de los servicios derivados de las recnologías de información y comunicación, y por ende, su mejor gestión desde una dependencia de la administración central de la UNAM. En un principio formaba parte de la entonces denominada Secretaría de Servicios Académicos, para después integrarse a la estructura de la Secretaría General. 
Hasta 2007, DGSCA estaba integrada por cuatro direcciones de área (Dirección de Cómputo para la Docencia, Dirección de Cómputo para la Investigación, Dirección de Sistemas y Dirección de Telecomunicaciones) además de una Coordinación (Servicios Educativos en RedUNAM - SERUNAM).

### Dirección General de Cómputo y de Tecnologías de Información y Comunicación (DGTIC)
Por acuerdo del Rector de la UNAM, Dr. José Narro Robles, el 27 de septiembre de 2010 la DGSCA se transformó en la Dirección General de Cómputo y de Tecnologías de Información y Comunicación (DGTIC), debido al crecimiento tecnológico institucional que no sólo comprende lo relativo a cómputo, sino también a la convergencia de tecnologías digitales que permiten la comunicación entre los universitarios y la generación y acceso a múltiples tipos de información en los más diversos formatos.

## Estructura de la DGTIC

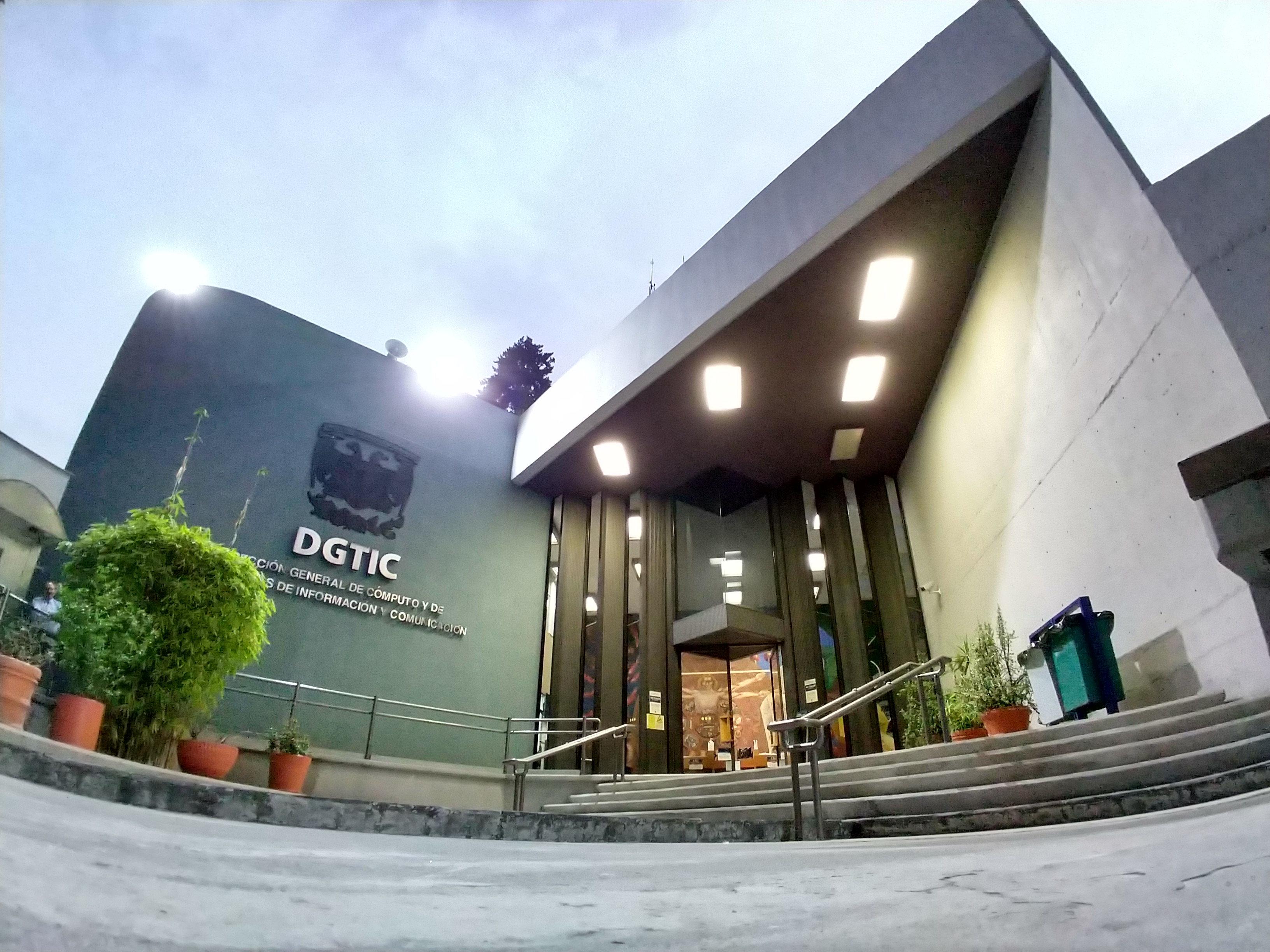
Edificio principal de la DGTIC en Ciudad Universitaria de la UNAM.

Para el cumplimiento de sus objetivos y funciones, la DGTIC está organizada en las siguientes áreas que dependen de la Dirección General:
- Dirección de Colaboración y Vinculación (DCV).
  - Subdirección de Calidad y Procesos.
  - Subdirección de Sistemas Integrados.
  - Subdirección de Visibilidad Web.
- Coordinación de Tecnologías para la Educación (CTE).
  - Departamento de Desarrollo Tecnológico.
- Dirección de Innovación en Tecnologías para la Educación.
  - Departamento de Proyectos y Servicios de Innovación.
  - Departamento de Entornos Virtuales para la Educación.
  - Departamento de Innovación Tecnológica.
  - Departamento de Gestión de Contenido y Diseño Instruccional.
  - Coordinación de Tecnología para la Docencia
- Dirección de Docencia en TIC (DDTIC).
  - Subdirección de Planeación Académica.
  - Área de Servicio Social y Becas.
  - Departamento de Personal Académico.
  - Coordinación de Bibliotecas.
  - Departamento de Informes y Relaciones.
  - Coordinación de Planeación Académica.
  - Departamento de Promoción y Relaciones Públicas
  - Departamento de Apoyo a la Edición Académica.
  - Centro de Extensión Académica en TIC
    - Ciudad Universitaria.
    - Mascarones.
    - Nuevo León.
    - San Agustín.
    - Polanco.
    - Tlatelolco.

- Dirección de Sistemas y Servicios Institucionales (DSSI).
  - Coordinación de Supercómputo.
  - Departamento de Visualización y Realidad Virtual.
  - Departamento de Firma Electrónica Avanzada.
  - Departamento del Centro de Datos.
  - Unidad de Votaciones Electrónicas
  - Departamento de Dictámenes Técnicos
  - Departamento de Infraestructura de Cómputo
    - Infraestructura Centro Nuevo León
    - Infraestructura Centro Mascarones
    - Infraestructura Centro Polanco
    - Infraestructura Centro San Agustín - Regina
    - Infraestructura Centro Tlatelolco

  - Área de Proyectos Especiales
  - Área de Producción Digital
  - Área de Formación de Recursos Humanos
  - Área de Apoyo al Consejo Asesor  en Tecnologías de Información y Comunicación
  - Área de Impresión y Lectura Óptica
  - Área de Acervos Digitales
  - Coordinación de Seguridad de la Información.
    - Departamento de Detección y Respuesta a Incidentes.
    - Departamento de Auditoría y Nuevas Tecnologías.
- Dirección de Telecomunicaciones (DT).
  - Subdirección de Operación de la Red.
  - Unidad de Relaciones Comerciales.
  - Departamento de Control y Seguimiento de Proyectos.
  - Centro de Atención a Usuarios (CAU).
  - Departamento de Operación de la Red.
  - Departamento de Innovación y Desarrollo de la Red.
    - Laboratorio de Tecnologías Emergentes de Red (NETLab)

  - Departamento de Infraestructura Electromecánica.
  - Centro de Monitoreo de la Red (NOC).
  - Centro de Información de la Red (NIC).
  - Departamento de Conmutación.
  - Departamento de Comunicaciones Audiovisuales.

- Subdirección de Comunicación e Información.
  - Departamento de Diseño.
  - Área de Información.
- Unidad Administrativa.
  - Departamento de Presupuestos y Contabilidad.
  - Departamento de Servicios Generales.
  - Departamento de Ingresos Extraordinarios.
  - Coordinación de Planeación.
  - Departamento de Personal.
  - Coordinación de Convenios y Contratos.
  - Departamento de Bienes y Suministros.
  - Área de Compras.

## Ubicación y Centros de extensión

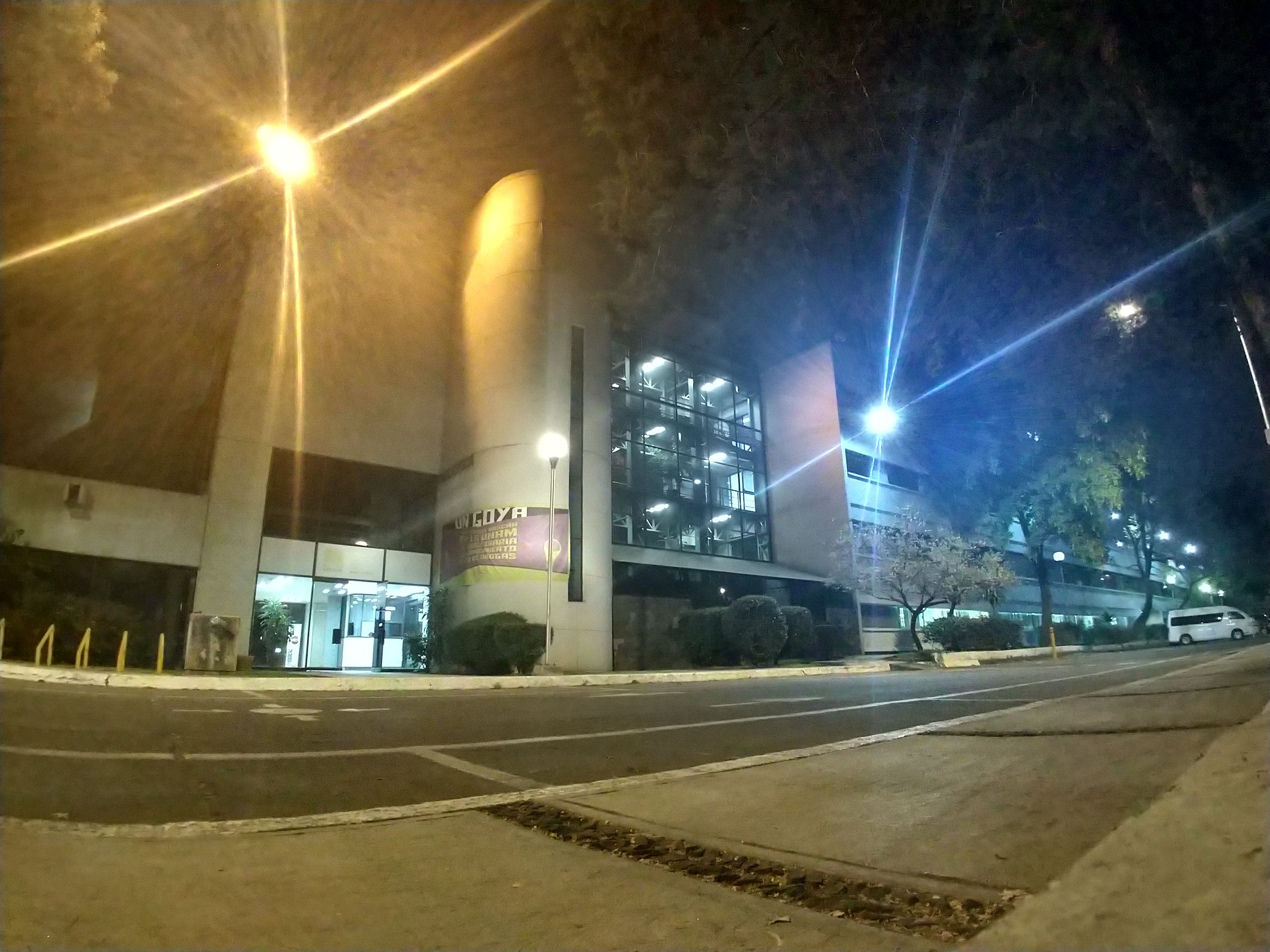
Sede de la DGTIC en el IIMAS, dentro de Ciudad Universitaria.

La DGTIC tiene su sede principal en el Circuito Exterior, junto al Posgrado en Administración de la  Facultad de Contaduría y Administración
, en Ciudad Universitaria, en la Delegación Coyoacán de la Ciudad de México. A la vez dispone de oficinas y aulas de capacitación en uso de TIC en:
- Edificio IIMAS, planta baja, en Ciudad Universitaria.
- Edificio Anexo. A un costado de la Coordinación de Universidad Abierta y Educación a Distancia, en Ciudad Universitaria.
- Centro de Extensión Mascarones en Ribera de San Cosme Num. 71. Col. Santa María la Ribera, Ciudad de México.
- Centro de Extensión Nuevo León. Nuevo Léon Num. 167. Col. Condesa, Ciudad de México.
- Centro de Extensión San Agustín. República de El Salvador Num. 70. Centro Histórico, Ciudad de México.
- Centro de Extensión Tlatelolco. Ricardo Flores Magón Num. 1. Col. Nonoalco Tlatelolco, Ciudad de México.
- Centro Educativo Multidisciplinario Polanco. Taine Num. 246. Col. Polanco, Ciudad de México.

Programas de becas: TIC para la Educación
Este programa se inició  en octubre de 2009. El objetivo aún vigente es crear recursos humanos que enlacen el uso de las Tecnologías de Información y comunicación y el aprendizaje con el apoyo de estas herramientas.

## Sitios de interés
- Sitio de la DGTIC
- Historia de la DGSCA
- Coordinación de Tecnologías para la Educación
- Dirección de Docencia en TIC
- Laboratorio de Tecnologías Emergentes de Red (NETLab)
- Coordinación de Supercómputo
- Observatorio Ixtli
- Seguridad de la Información Archivado el 25 de abril de 2021 en Wayback Machine.
- Toda la UNAM en Línea
- Red Universitaria de Aprendizaje (RUA)

- Datos: Q5807965